# Dieu merci ! (émission de télévision)
Pour l’article homonyme, voir Dieu merci!.
 (juillet 2009).
Si vous disposez d'ouvrages ou d'articles de référence ou si vous connaissez des sites web de qualité traitant du thème abordé ici, merci de compléter l'article en donnant les références utiles à sa vérifiabilité et en les liant à la section « Notes et références ».
Dieu Merci ! était une émission de télévision française traitant de la religion diffusée sur Direct 8 de 2005 à 2012.
Ce magazine hebdomadaire a été présenté par Ariane d'Hautefort de 2005 à 2008 et Hadrien Lecoeur de 2005 à 2011, puis par Laure Degouy et Alexandre Meyer de mars 2011 à octobre 2012.

## Diffusion
Mise à l'antenne le 2 avril 2005, Dieu Merci ! était diffusée chaque vendredi de 9 h à 9 h 40.

## Concept
Première et seule émission religieuse sur la télévision numérique terrestre française à l'heure actuelle, Dieu Merci ! veut apporter un regard simple, original et positif sur la foi et les croyants.
Figures marquantes ou simples anonymes, artistes, philosophes, aventuriers, historiens, hommes politiques… tous viennent témoigner sur le plateau de l'émission de leur engagement spirituel, montrant un visage diversifié, ouvert et décomplexé des croyants. L'histoire de l'Église, son patrimoine mais aussi ses grandes figures y sont passés en revue. 
L'utilisation de peintures pour expliquer la religion est courante dans l'émission.

## Polémique
À l’occasion de la 6e journée mondiale contre l’homophobie (17 mai 2011), l'émission du 20 mai 2011 aborde le thème de l’Église et de l’homophobie, mais suscite la polémique sur internet.